# ラスト・クリスマス (2019年の映画)
『ラスト・クリスマス』（Last Christmas）は2019年のアメリカ合衆国のロマンティック・コメディ映画。監督はポール・フェイグ、主演はエミリア・クラークとヘンリー・ゴールディングが務めた。本作はワム!が1984年に発表した同名の楽曲に触発された作品である。

## ストーリー
ロンドンのクリスマスショップで働いているケイトはここしばらく不運続きだった。そんなある日、ケイトはデパートのクリスマス商戦でエルフに扮して客引きをすることになった。ほどなくして、ケイトは謎の青年（トム）と知り合った。彼との出会いがケイトの人生を大きく変えることになった。

## キャスト
※括弧内は日本語吹替。
- ケイト: エミリア・クラーク（清水理沙）
- トム: ヘンリー・ゴールディング（小松史法）
- サンタ: ミシェル・ヨー（深見梨加） - クリスマスショップの店主。
- アデリア: エマ・トンプソン（高島雅羅） - ケイトの母。
- アディス医師: レベッカ・ルート（英語版）
- マルタ: リディア・レオナルド（英語版） （藤貴子）- ケイトの姉。
- ジョイス: パティ・ルポーン
- 婦警クローリー: イングリッド・オリヴァー（英語版）
- 劇場のプロデューサー: ピーター・セラフィノウィッツ（英語版）
- 劇場の支配人: ロブ・ディレイニー

## 製作
2018年9月18日、ポール・フェイグ監督の新作映画にエミリア・クラークとヘンリー・ゴールディングが出演することになったと報じられた。10月26日、脚本を手掛けたエマ・トンプソン自ら本作に出演するとの報道があった。11月26日、本作の主要撮影がロンドンで始まった。28日、ミシェル・ヨーがキャスト入りした。

### 音楽
2018年12月14日、セオドア・シャピロが本作で使用される楽曲を手掛けることになったと報じられた。2019年11月8日、ソニー・ミュージックが本作のサウンドトラックを発売した。

## 公開・マーケティング
2019年8月13日、本作のオフィシャル・トレイラーが公開された。10月31日、エマ・トンプソンとグレッグ・ワイズはクリスマスの意義を論じたエッセイ集『Last Christmas』を発表する予定である。同書の印税はホームレスや難民を支援する団体に寄付されることになっている。
当初、本作は2019年11月15日に全米公開される予定だったが、後に公開日は同年11月8日に前倒しされた。

## 興行収入
本作は『Midway』、『ファイティング・with・ファイア』、『ドクター・スリープ』と同じ週に封切られ、公開初週末に1500万ドル前後を稼ぎ出すと予想されていたが、実際の数字はそれを下回るものだった。2019年11月8日、本作は全米3448館で公開され、公開初週末に1144万ドルを稼ぎ出し、週末興行収入ランキング初登場4位となった。

## 評価
本作に対する批評家からの評価は平凡なものに留まっている。映画批評集積サイトのRotten Tomatoesには133件のレビューがあり、批評家支持率は51%、平均点は10点満点で5.52点となっている。サイト側による批評家の見解の要約は「『ラスト・クリスマス』の主演2人には好感が持てるし、スタッフにも才能豊かな人が揃っている。また、音楽の使い方も巧みだ。しかし、それらを以てしても、お粗末なストーリーという欠点を相殺できていない。」となっている。また、Metacriticには37件のレビューがあり、加重平均値は51/100となっている。なお、本作のCinemaScoreはB-となっている。